# Liste der bayerischen Gesandten beim Deutschen Bund
Dies ist eine Liste der bayerischen Gesandten beim Bundestag des Deutschen Bunds (auch Bundestagsgesandte) in Frankfurt am Main (1816 bis 1866). Die Gesandten waren zeitweilig auch in Hessen-Darmstadt, Hessen-Kassel und Nassau akkreditiert.

## Missionschefs
1816: Erste Sitzung der Bundesversammlung am 5. November
- 1816–1817: Aloys von Rechberg und Rothenlöwen (1766–1849)
- 1817–1822: Adam von Aretin (1769–1822)
- 1822–1826: Christian Hubert von Pfeffel (1765–1834)
- 1826–1833: Maximilian Emanuel von Lerchenfeld (1778–1843)
- 1833–1842: Arnold Friedrich von Mieg (1778–1842)
- 1842–1843: Maximilian Emanuel von Lerchenfeld-Aham (1778–1843)
- 1843–1847: Karl August von Oberkamp (1788–1850)
- 1847–1848: Carl von Gasser (1783–1855)
- 1848 bis 1849: Bayerischer Bevollmächtigter bei der Provisorischen Zentralgewalt
  - 1848–1849: Karl von Closen (1786–1856)
  - 1848–1849: Joseph von Xylander (1794–1854)
- 1850–1851: Joseph von Xylander (1794–1854)
- 1851–1859: Karl von Schrenck (1806–1884)
- 1859–1864: Ludwig von der Pfordten (1811–1880)
- 1864–1866: Karl von Schrenck (1806–1884)

1866: Aufhebung der Gesandtschaft am 30. September